# Armistício com a Bulgária

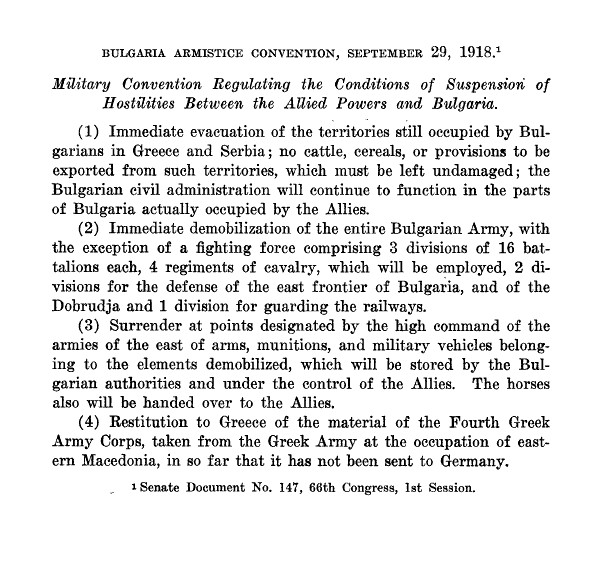
Termos do armistício com a Bulgária segundo um documento do senado estadunidense.

O armistício com a Bulgária (também conhecido como o Armistício de Tessalônica) foi assinado em 29 de setembro de 1918 na Convenção do Armistício da Bulgária, em Salônica, na Grécia, entre o Reino da Bulgária e as Potências Aliadas. A convenção foi seguida de um pedido do governo búlgaro em 24 de setembro, pedindo um cessar-fogo. O armistício terminou eficazmente a participação da Bulgária na Primeira Guerra Mundial ao lado das Potências Centrais, e regulamentou a desmobilização e o desarmamento das forças armadas da Bulgária.
Na prática, esse ato marcou o fim da Primeira Guerra Mundial. O avanço da Frente da Macedônia é apenas um reflexo do sentimento público na Bulgária como resultado do Tratado de Bucareste (1918), com o qual a Alemanha não cumpre suas obrigações contratuais com a Bulgária.
Os signatários que participaram estavam o general francês Franchet d'Esperey em nome da Entente e uma comissão nomeada pelo Governo búlgaro, composta pelo General Ivan Lukov (membro do HQ do exército búlgaro), Andrey Lyapchev (membro do Gabinete) e Simeon Radev (diplomata).

## Termos
Os termos do armistício apelaram à desmobilização imediata de todas as atividades militares búlgaras. Foi ordenado a evacuação dos territórios gregos e sérvios ocupados pelos búlgaros, e se estabeleciam limites e restrições ao tamanho do exército da Bulgária e, a Bulgária foi obrigada a devolver o equipamento militar que tinha sido tirado do IV Corpo do Exército grego durante a ocupação búlgara do Sul da Macedônia em 1916. O documento permanecerá em vigor até que um tratado de paz definitivo em geral (o Tratado de Neuilly-sur-Seine) fosse concluído.